# 弗朗西斯·加里·鲍尔斯
弗朗西斯·加里·鲍尔斯（英語：Francis Gary Powers，1929年8月17日—1977年8月1日）是一名美国空軍飞行员。在驾驶中央情报局U-2侦察机飞经苏联领空执行侦察任务时被击落，从而引发1960年U-2擊墜事件。

## 早期生活
鲍尔斯出生在肯塔基州詹金斯，父母分别为奥利弗和艾达·鲍尔斯。他在州界另一边的弗吉尼亚庞德长大。1950年从田纳西州的密里根学院毕业之后，他成为了一名美国空军少尉。在训练完结之后，鲍尔斯作为一名F-84戰鬥機驾驶员被分配至佐治亚州透纳空军基地的第468战略战斗机中队。据其子回忆，由于他在单引擎喷气式飞机上的出色成绩而被CIA征召。在朝鲜战争期间，他并没有执行过飞行任务。

## U-2击坠事件

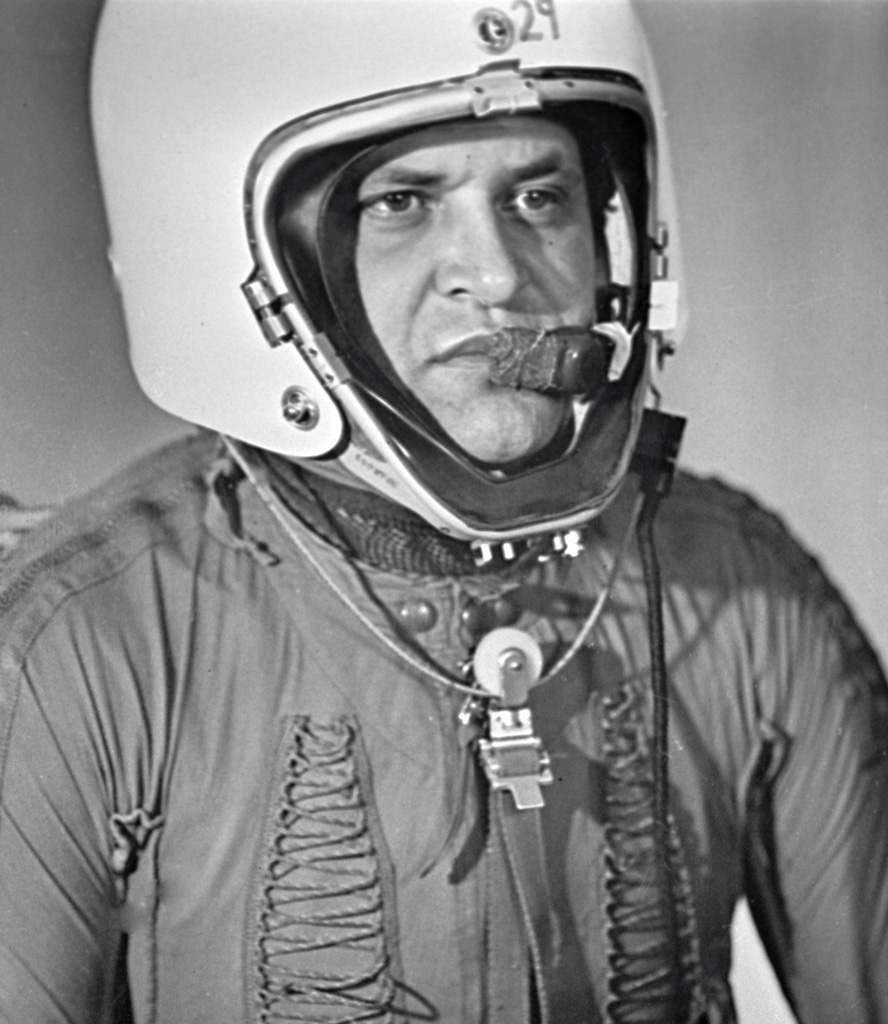
鲍尔斯为进行平流层飞行而身着压力服

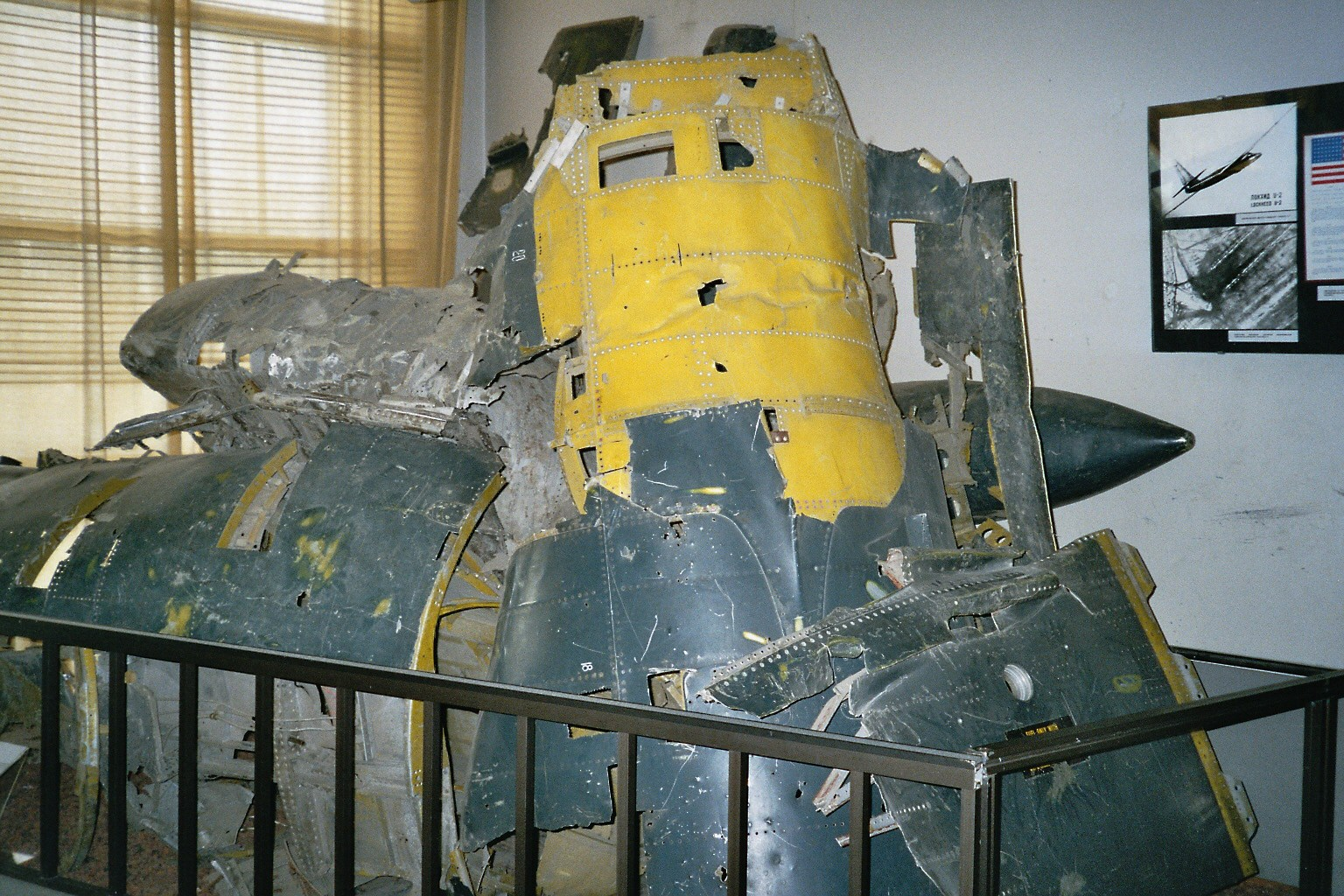
莫斯科中央武装力量博物馆中展出的鲍尔斯被击落的U-2残骸

1956年，鲍尔斯以上尉军衔从空军退役。随后，他加入了美国中央情报局的U-2计划。U-2计划飞行员利用可以升到七万英尺（约合21.3千米）高空的U-2飞机进行间谍任务。U-2装备了当时最先进的专门设计为从包括苏联在内的敌对国家上空平流层的边缘拍摄高分辨率照片的照相机。U-2的任务在于系统的拍摄军事设施和其他重要的地点。
自1956年起，苏联情报机关尤其是克格勃就已经开始注意到U-2的活动，但直到1960年他们对此都缺乏有效的应对措施。1960年5月1日，鲍尔斯驾驶的U-2在执行由巴基斯坦白沙瓦附近的一处军用机场起飞，并且可能由美军在伯德埃波的空军基站（白沙瓦空军基地）提供支援执行侦察任务时，在斯维尔德洛夫斯克上空被S-75德维纳（SA-2地对空）导弹击落。在鲍尔斯跳伞降落到地面并被捕获前并未启动飞机的自毁装置。
现有资料表示当时总计发射有8枚导弹，鲍尔斯的U-2被第一枚击中并起火。一枚导弹击中了苏联方面派出进行U-2拦截行动的米格-19战斗机。由于高度不足，苏联飞行员谢尔盖·萨夫罗诺夫为避免坠机发生在杰格佳尔斯克附近，而驾驶战机坠毁于一处无人居住的森林区。另一架在转场途中的新造苏9战斗机也曾试图拦截U-2。手无寸铁的苏9试图撞击U-2，但由于速度差距较大而错过了。鲍尔斯在回忆录《臭鼬工厂》中声称他在弹出座舱时曾在他身后看到有另一名飞行员的降落伞。
当美国政府得知鲍尔斯在苏联境内失踪时，立刻发表了一份声明，声称一架“气象飞机”在其驾驶员表示“供氧设备发生故障”之后失去踪迹。中情局官员没有意识到的是，飞机以几乎完整的状态下坠毁，并且苏联方面复原了机上的部分设备。鲍尔斯在招供并为其间谍行为公开道歉之前，曾被KGB广泛深入地审问了数月之久。这一事件使得赫鲁晓夫和艾森豪威尔之间的会谈被迫推迟。1960年8月17日，鲍尔斯被以反苏联的间谍活动为罪名而定罪，被判处有期徒刑十年，其中三年监禁七年劳动改造。他被关押在莫斯科以东100公里的弗拉基米尔中央监狱。部分U-2的残骸以及鲍尔斯的制服在靠近莫斯科的莫尼诺空军基地博物馆展出。
1962年2月10日，作为一名众所周知的间谍，鲍尔斯与另一名美国学生弗雷德瑞克·普萊爾一道在德国柏林的格利尼克大桥被交换回国。被交换的对象是由联邦调查局抓捕并以间谍罪判入狱的克格勃上校维利亚姆·费舍尔（又名鲁道夫·阿贝尔）。根据文章援引，根据中情局解密文件表明，鲍尔斯在高空被击落的事实是确凿无疑的。

## 余波

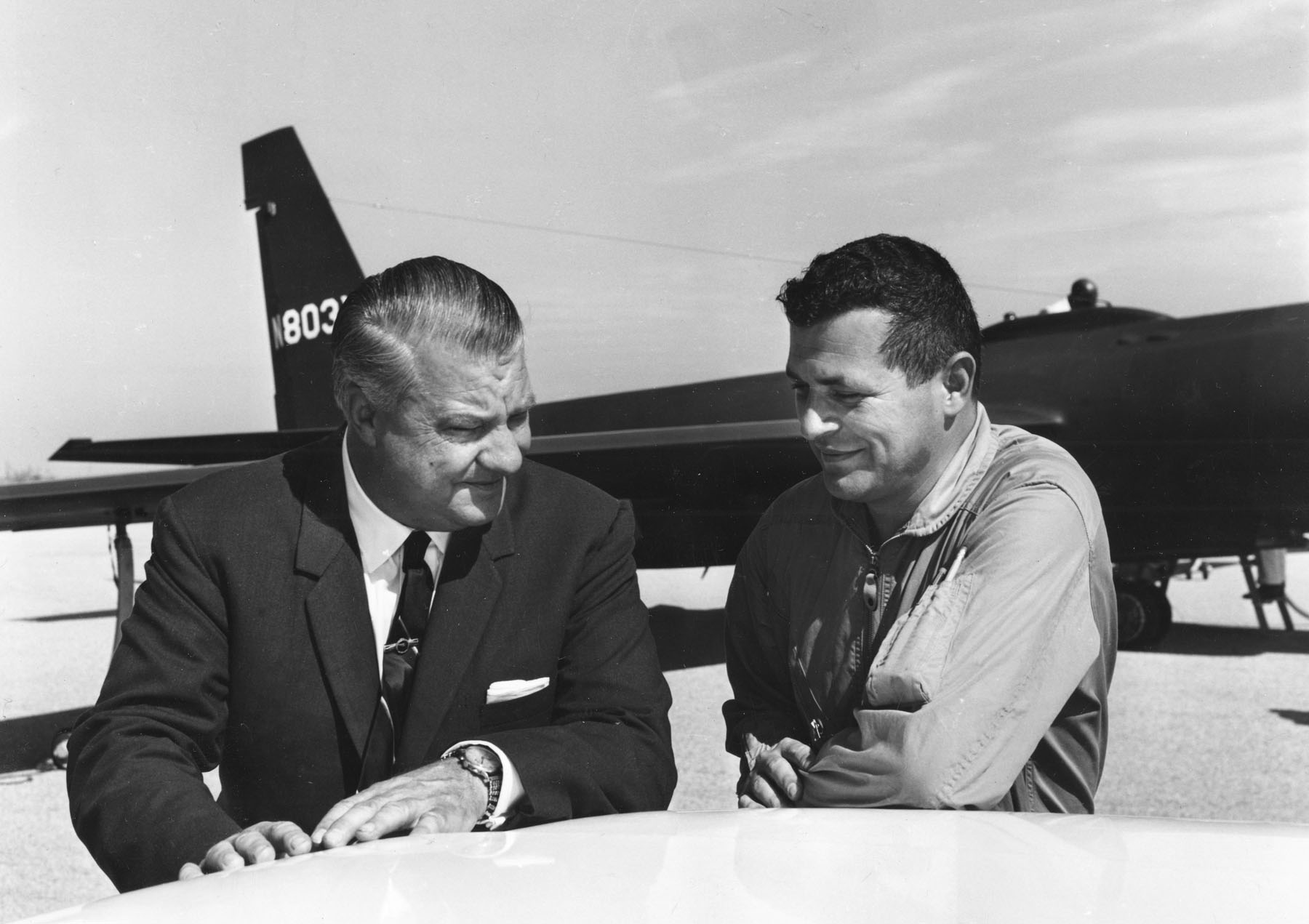
凯利·约翰逊与弗朗西斯·加利·鲍尔斯在U-2的前面

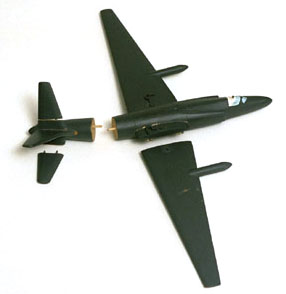
木质U-2模型——两架鲍尔斯用于向参议院委员会作证说明时使用的模型飞机之一，机翼和尾翼分离用以演示飞机坠地后解体的情况。

回國后，鮑爾斯受到冷遇。最初，他被指責應當為他在離開飛機之前未啟動飛機的自毀程序，打空檔、引擎熄火、销毁攝影機、底片以及飞机上相关的机密部件而負責。他也被批評沒有使用中情局提供給他的“自殺藥丸”來進行自殺。经过中情局、洛克希德公司和空军的大量審問后，1962年3月6日，鲍尔斯出现在由包括参议员理查德·拉塞尔、参议员普雷斯科特·布什和老巴里·戈德华特主持的参议院武装部队委员会听证会上。最終厘定，鮑爾斯遵守命令，没有透露任何关键資訊给苏联方面，並且“作為一名年輕人，在危險的境地下”進行了自我指導。
1963年至1970年，鲍尔斯在洛克希德公司担任试飞员。在1970年，他与人合作写了一本书，叫做《飞越计划 ：U-2事件回忆录》。之后洛克希德公司解雇了他，此举被人普遍认为是由于书中对中央情报局进行了负面解析。鲍尔斯成为了KGIL洛杉矶电台的一个空中交通记者。
1976年，鮑爾斯的傳記被改編成為電視電影《弗朗西斯·加里·鲍尔斯：U-2事件的真实故事》，李·迈杰斯扮演鮑爾斯。

## 坠机事故
1977年8月1日，鲍尔斯在一次事故中死亡，当时他在圣巴巴拉县近郊拍摄灭火场景。当他返回时，他的贝尔206“喷气别动队员”直升机（注册编号N4TV），因燃油耗尽而在距离伯班克机场仅几英里远的塞普尔韦达大坝游乐区坠毁。美国国家运输安全委员会的报告将坠机的可能原因归因于飞行员失误（糟糕的燃料管理）。据鲍尔斯之子所述，航空机械师在未告知鲍尔斯的情况下已将先前出现故障的燃油表修好，从而导致鲍尔斯对燃油标量误判。在坠机前的最后时刻，鲍尔斯发现迫降区域有儿童在玩耍，因此努力操控直升机飞往别处以避免伤及孩童。若非最后时刻的误差，从而破坏他直升机的自旋下降状态，他可能可以安全降落。
鲍尔斯与她的妻子，两个孩子——迪·鲍尔斯和小弗朗西斯·加里·鲍尔斯以及五个姐妹生活在一起。作为一名空军老兵，鲍尔斯死后被安葬在阿灵顿国家公墓。

## 所得荣誉
從苏联被送回国之后，中情局于1965年授予其“情报之星”奖章。鲍尔斯原定与其他参与中情局U-2项目的飞行员一道于1963年获得此项表彰，但由于政治原因被迫推迟。1970年，鲍尔斯出版了他的第一本，也是唯一一本关于空中侦察工作的回忆录《赤手空拳和无所畏惧》
在1998年，最新的解密信息表明，鲍尔斯的任务一直是由美国空军和中情局联合运作。在2000年，U-2事件40周年之际，他的家人代其领受了追授予他的战俘勋章、飞行优异十字勋章和国防部服役奖章。此外，美国中央情报局局长乔治·特尼特追授予鲍尔斯以中情局人人期盼的“局长奖章”，表彰他在履行职责时极度的忠诚和非凡的勇气。
2012年6月15日，鲍尔斯被追授银星勋章以表彰其“在莫斯科卢比扬卡大楼（克格勃的代称）忍受近两年严酷的审讯中所展现出的‘特殊的忠诚’。”
五角大楼的仪式上，空军总参谋长诺顿·施瓦茨将绶带授予鲍尔斯的孙子，9岁的特里·鲍尔斯和29岁的琳赛·贝里。

## 遗留影响
鲍尔斯的儿子，小弗朗西斯·加里·鲍尔斯于1996年建立了一座冷战历史博物馆。该馆隶属于史密森学会，直到2011年永久落户于华盛顿郊外的一座废弃的前陆军通信基站以前，其在本质上是一个长期巡回展览。
- 5月20日展览入口处的队列
- 其中一个仪器的仪表盘
- U-2飞行员所携带的信号弹
- 美国间谍飞行员携带的苏联货币
- 飞机上安装的航空相机镜头
- 展示中的假人驾驶员座位，表现鲍尔斯在高空中身着压力服的状态

## 拓展阅读
- Nigel West, Seven Spies Who Changed the World. London: Secker & Warburg, 1991 (hard cover). London: Mandarin, 1992 (paperback).
- Sergei N. Khrushchev, Nikita Khrushchev and the Creation of a Superpower. State College, PA: Penn State Press, 2000. ISBN 978-0-271-01927-7.
- Francis Gary Powers, Curt Gentry, Operation Overflight. Hodder & Stoughton Ltd, 1971 (hard cover) ISBN 978-0-340-14823-5. Potomac Book, 2002 (paperback) ISBN 978-1-57488-422-7.
- The Trial of the U2: Exclusive Authorized Account of the Court Proceedings of the Case of Francis Gary Powers, Heard before the Military Division of the Supreme Court of the U.S.S.R., Moscow, August 17, 18, 19, 1960. Translation World Publishers, Chicago: 1960.